# Teodor Hieronim Lubomirski
Teodor Hieronim Kazimierz Lubomirski (ur. 1720, zm. 20 kwietnia 1761 w Rzeszowie) – polski książę, syn Jerzego Ignacego Lubomirskiego z pierwszego małżeństwa. Żonaty z Eleonorą Małachowską.  

## Życiorys
Pobierał nauki w rzeszowskim kolegium u miejscowych pijarów, językiem wykładowym była łacina. Program nauki opierał się na utworach autorów klasycznych takich jak: Cyceron, Owidiusz, Tacyt i Horacy. Uwagę przykładano także do kształcenia z zakresu matematyki, śpiewu i teologii oraz geografii. Po ukończeniu kolegium, wyjechał na studia za granicą do Rzymu, Paryża i Drezna. Do kraju wrócił w połowie 1747 roku.
Ojciec widział w swoim najstarszym synu nie tylko dziedzica dóbr rodowych, ale także kolejnego przedstawiciela rodu, który na trwałe zapisze się na kartach historii. Lubomirski nie miał jednak predyspozycji na wybitnego polityka. W sprawach publicznych charakteryzował się biernością. Tylko wstawiennictwu i autorytetowi ojca udało mu się uzyskać godności i urzędy. 
Cześnik wielki koronny w 1759 roku, generał lejtnant wojsk koronnych w 1753 roku, generał major kawalerii koronnej od 1752 roku, szef regimentu gwardii konnej w latach 1753–1761, pułkownik gwardii koronnej w 1749 roku, starosta bohusławski. W 1760 odznaczony orderem Orła Białego. 
Jego żoną została kanclerzanka wielka koronna Eleonora Małachowska, wdowa po staroście parczewskim Józefie Lipskim. Uroczystości ślubne odbyły się pod koniec lutego 1753 roku w Końskich. Dwa miesiące później młoda para zjawiła się w Rzeszowie, gdzie została powitana salwami z armatnich dział. Małżeństwo nie było jednak szczęśliwe. Z pięciorga dzieci (trzy córki i dwóch synów) żadne nie osiągnęło dojrzałości. 
W 1753 roku w wyniku podziału ordynacji ostrogoskiej (tzw. umowa kolbuszowska), wszedł w posiadanie pięciu miasteczek i 92 wsi. Dodatkowo przypadły mu w udziale dobra cudnowskie, januszpolskie i krasnopolskie. Dzięki temu stał się jednym z najbogatszych magnatów w kraju.
Po śmierci ojca w 1753, właściciel majątku Lubomirskich linii rzeszowsko-rozwadowskiej. Podział dóbr po Jerzym Ignacym między spadkobiercami zakończył się w 1754 r. Rzeszów i kilka wsi otrzymał Teodor Hieronim, a resztę majątku podzielono między jego przyrodnich braci. Ze względu na fakt, iż spadkobiercy byli nieletni, ich dobrami zarządzała ich matka Joanna ze Steinów.  
Zmarł 20 kwietnia 1761, dwa tygodnie po śmierci żony. Zgodnie z ostatnią wolą serce Teodora Hieronima zostało złożone w kościele pijarów. Pochowany został w rodzinnej krypcie w Rozwadowie.

## Legenda

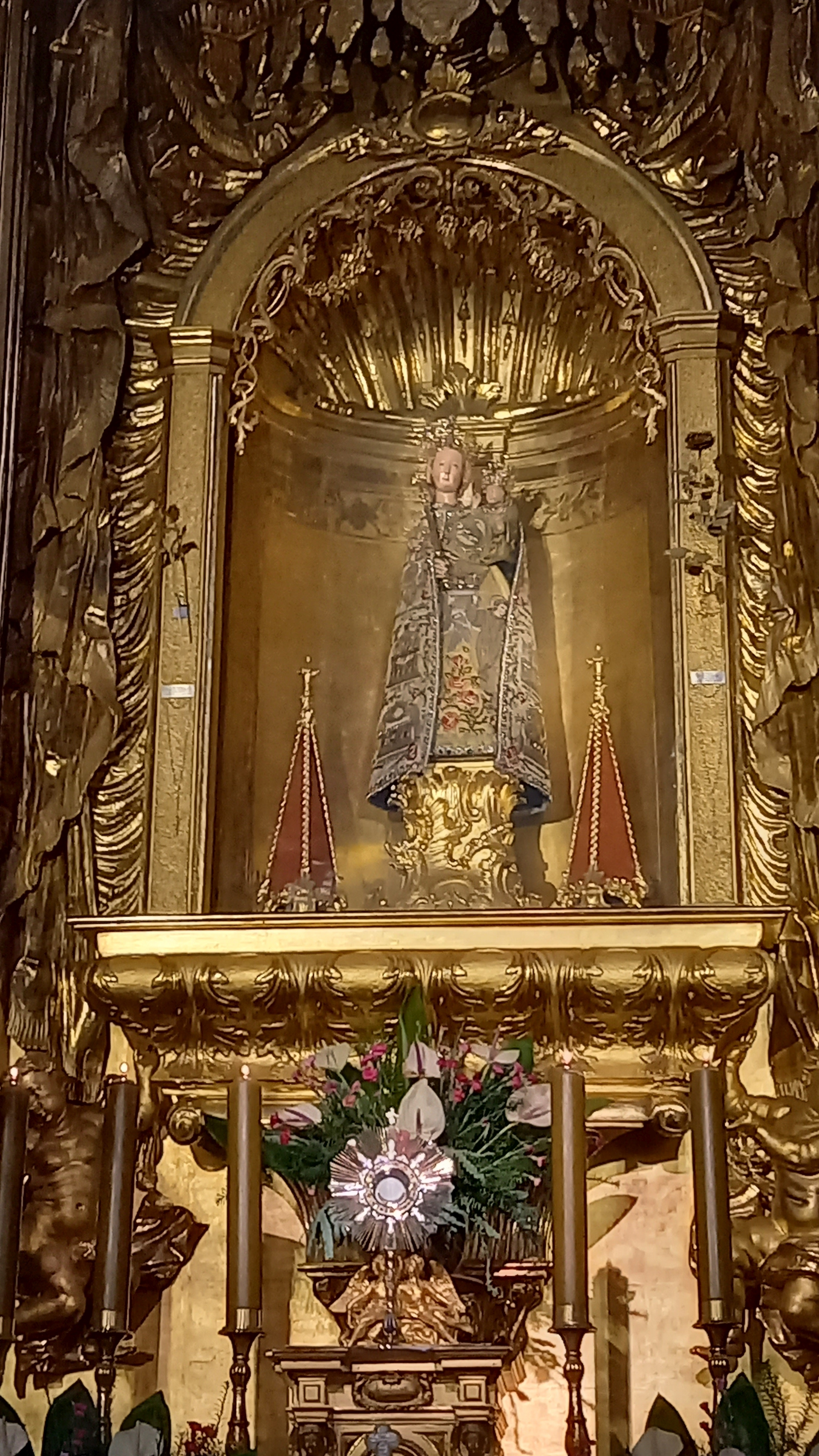
Figura Matki Bożej Rzeszowskiej

Po śmierci żony w Rzeszowie pojawiły się głosy, że cierpienia jakie go spotkały, stanowiły karę za to, że nie doprowadził on do ukoronowania  figury Matki Bożej Rzeszowskiej, pomimo że papież Benedykt XIV już w 1754 roku poświęcił korony. Brak koronacji dziwił również mieszkańców że jeszcze w 1739 roku, kiedy to młody Lubomirski obłożnie zachorował, za swoje wyleczenie dziękował właśnie Matce Bożej. Marek Czarnota w legendzie O Lubomirskich - synu i ojcu przytacza fragment tekstu jego autorstwa:
Ja, Teodor Lubomirski, będąc z woli Boga ciężką i prawie śmiertelną złożony chorobą, za ofiarowaniem się do obrazu Najświętszej Maryi panny w kościele ww. oo. Bernardynów Konwentu rzeszowskiego cudami wsławionego, za przyczyną tejże Najświętszej Panny, przez mszę świętą za mnie odprawioną, przyszedłem do pierwszego zdrowia dnia 13 Maja.